# ستيفن يوحنا
ستيفن يوحنا (بالإنجليزية: Stephen John)‏ (22 ديسمبر 1966 المملكة المتحدة - ) هو لاعب كرة قدم بريطاني يلعب كمدافع.